# 千年之愛
《千年之愛》是韓國SBS電視台於2003年3月至5月期間播放的週末特別企劃。本劇以韓國三國時代的百濟與現代的大韓民國為背景，講述一段穿越時空的愛，由成宥利、蘇志燮、金男珍等演出。

## 劇情介紹
公元660年，唐朝派軍與新羅聯合進攻百濟，百濟的首都泗沘最終被攻陷，身為百濟皇室的扶餘公主被迫出逃，在阿里將軍的保護下，公主與他漸生情素。經過連番追捕，他們始終被新羅將軍金宥碩包圍，最終，阿里替公主擋了一箭身亡，而公主則跳下懸崖，之後，有碩卻找不到她的屍首……
1343年後，公主出現在韓國某地方，並因得罪了黑幫而被他們追捕，公主趕走那些混混後倒在姜仁哲的車前，仁哲無奈地帶她回家。仁哲對這個「突如其來的人」感到疑惑，因為她言語之間充滿鄉音，不懂韓文卻懂得看漢字，而且身穿一身韓服，思想行為完全不像現代人。仁哲好幾次因為公主帶來的麻煩而想把她丟棄；相反，公主看到仁哲竟然與阿里長得一模一樣，令她在這個陌生的世界裏找到一點安全感而不斷纏著他。另一方面，日本大家族的繼承人Fujiwara Taszi來到韓國管理家族生意，由於他對韓國感到濃厚的興趣，他把祖傳的美人圖也帶來，並希望找到像圖中的理想對象。一次的巧合，Fujiwara與公主碰上了，他發現公主與美人圖中的美女竟然一模一樣……

## 演員陣容
- 成宥利 飾 扶餘公主
- 蘇志燮 飾 鬼室阿里將軍／姜仁哲
- 金男珍 飾 金宥碩／Fujiwara Taszi藤原達次
- 金思朗 飾 金花(大王妃子)／高銀蓓
- 李善均 飾 李燮
- 李基英 飾 金春秋，黑社會老大，救了扶餘公主
- 鄭埻夏 飾 黑社會小弟，鄭部長

## 外部連結
- 本劇SBS Global官方網站[永久] （中文）
- 臺灣台視官方網站 （页面存档备份，存于）（繁體中文）

| 韓國 SBS 週末特別企劃              | 韓國 SBS 週末特別企劃                | 韓國 SBS 週末特別企劃 |
| ---------------------------------- | ------------------------------------ | --------------------- |
|                                    | 千年之愛 （2003.3.22 - 2003.5.25）   |                       |
| 太陽深處 （2003.1.11 - 2003.3.16） | 夢想的螢幕 （2003.5.31 - 2003.7.27） |                       |

| 台灣 衛視中文台 每週一至五20:00-21:00 | 台灣 衛視中文台 每週一至五20:00-21:00 | 台灣 衛視中文台 每週一至五20:00-21:00 |
| ------------------------------------- | ------------------------------------- | ------------------------------------- |
|                                       | 千年之愛 （2004.9.16 ~ 2004.10.20）   |                                       |
| 四月之吻 （2004.7.30 ~ 2004.9.15）    | 皇太子的初戀 （2004.10.21 ~ ）        |                                       |